# Nigel Haworth
Nigel Anthony Fell Haworth (nacido en 1951) es un político, académico y economista neozelándes. Desde febrero de 2015, es el actual presidente del Partido Laborista, sucediendo a Moira Coatsworth.

## Educación y carrera académica
Nacido en Gales en 1951, Haworth estudió economía en la Universidad de Liverpool, y finalizó su doctorado en la misma institución en 1982, con su tesis llamada The industrial community in Arequipa: the failure of a new unitarism (La comunidad industrial en Arequipa: el fracaso de un nuevo unitarismo). Se especializa en estudios latinoamericanos y en el mercado laboral internacional.
Entre 1978 y 1988, Haworth fue profesor de relaciones industriales en la Universidad de Strathclyde. Posteriormente emigróa Nueva Zelanda para tomar una cátedra en la Universidad de Auckland, convirtiéndose  en profesor en 1993. Fue nombrado director de la Facultad de Administración y Negocios Internacionales en 2012 para un período de 3 años.

## Política
Entre 2005 y 2008, Haworth fue presidente de la Asociación de Personal Universitario de Nueva Zelanda. En 2012 fue elegido miembro del consejo político del Partido Laborista de Nueva Zelanda, y al año siguiente se convirtió en miembro del consejo del mismo partido. En 2015, sucedió a Moira Coatworth como presidente del Partido Laborista.